# Alois Havel
Alois Havel (22. července 1945 Tichá – 24. října 2014 Kopřivnice) byl český autokrosař.
Byl prvním českým autokrosařem, který vyhrál závod série Mistrovství Evropy. Stalo se tak roku 1981 na okruhu v Nové Pace. Celkem třikrát skončil na druhém místě v mistrovství Evropy jednotlivců v divizi III (1981, 1983 a 1984) – vždy ho porazil jeho největší soupeř, 1979–1985 sedminásobný mistr Evropy Němec Willi Rösel (některý rok startoval s rakouskou licencí). Jeden ročník rozhodla o druhém místě pouze problematická diskvalifikace za údajné zkrácení trati v závodě v Rakousku, kde přišel o dvacet bodů, na konci sezóny mu chybělo na vítěze bodů šestnáct. Druhý za Röselem skončil v letech 1980, 81, 83 a 84. Celkem třikrát (1982, 1985 a 1986) vyhrál evropský titul reprezentačních družstev (Pohár národů v autokrosu).
Mistrem republiky v autokrosu se stal v letech 1978 a 1984. Závodil s vozy vlastní konstrukce s motorem Tatra.

## Ocenění
- V letech 1981 a 1983 získal Zlatý volant pro nejlepšího československého závodníka v autokrosu a rallykrosu.[1]
- V roce 2013 obdržel cenu Zdeňka Vojtěcha za celoživotní přínos motoristickému sportu.[1]